# روبرت إبيرتسبيرغر
روبرت إبيرتسبيرغر (بالألمانية: Robert Ibertsberger)‏ هو لاعب كرة قدم نمساوي في مركز الدفاع، ولد في 20 يناير 1977 في Neumarkt am Wallersee ‏ في النمسا. شارك مع منتخب النمسا لكرة القدم. أما مع النوادي، فقد لعب مع تيرول إنسبروك وريد بول سالزبورغ وشتورم غراتس ونادي فينيزيا.

## وصلات خارجية
- روبرت إبيرتسبيرغر على موقع قاعدة بيانات كرة القدم.إي يو (الإنجليزية)
- روبرت إبيرتسبيرغر على موقع ناشيونال فوتبول تيمز (الإنجليزية)
- روبرت إبيرتسبيرغر على موقع عالم كرة القدم.نت (الإنجليزية)